# Celama lativittata
Celama lativittata är en fjärilsart som beskrevs av Moore 1888. Celama lativittata ingår i släktet Celama och familjen trågspinnare. Inga underarter finns listade i Catalogue of Life.